# Sylvie Paycha
Sylvie Jane Anne Paycha (née le 27 mars 1960 à Neuilly-sur-Seine) est une mathématicienne et physicienne mathématique française, spécialiste de la théorie des opérateurs (en) et professeure à l'université de Potsdam. Elle a présidé l'association European Women in Mathematics et, de 1992 à 1995, l'association Femmes et Mathématiques.

## Formation et carrière
Sylvie Paycha réalise sa thèse de doctorat à l'université de la Ruhr à Bochum, en Allemagne. Elle soutient en 1988 sa thèse intitulée Probability measures in infinite dimensional manifolds and Polyakov strings, sous la direction de Sergio Albeverio (de). Elle est nommée maître de conférences à l'université de Strasbourg en 1989, puis elle soutient en 1994 son mémoire d'habilitation universitaire intitulé Towards an interpretation of path integrals: the Polyakov model and the critical Ising model dans cette même université. En 1995 elle est nommée professeure à l'université Blaise-Pascal, et, depuis 2011, est professeure à l'université de Potsdam.

## Activités de recherche et engagements institutionnels
Sylvie Paycha s'est intéressée durant sa thèse à la formulation de la théorie des cordes par Alexander Polyakov ainsi qu'aux aspects mathématiques de la théorie des champs quantiques, en particulier la renormalisation, la formulation de l'intégrale de chemin (en théorie des cordes à la Polyakov), et les anomalies.
Elle a présidé l'association European Women in Mathematics, ainsi que l'association Femmes et Mathématiques (1992-1995). Elle est coordinatrice de European Women in Science de 1995 à 1997, et elle siège au comité de l'EMS pour les femmes en mathématiques de 2006 à 2009.
Elle participe au projet Women of Mathematics throughout Europe. A Gallery of Portraits, portées par quatre mathématiciennes. Ce projet réalisé à partir de 2016, a pour objectif de présenter une exposition retraçant les carrières de 13 mathématiciennes européennes, grâce à des entretiens, dans la perspective de mettre en lumière la dimension humaine de leurs parcours, pour rassurer les jeunes filles et jeunes femmes sur leur possibilité d'embrasser une carrière dans cette discipline.
En 2019, elle réalise une dizaine d'entretiens avec des universitaires actuels ou retraités de Potsdam, qui ont connu la réunification de l'Allemagne en 1990 ou sont arrivés peu après les événements.

## Publications

### Publications scientifiques
- Sergio Albeverio (en), Jürgen Jost, Sylvie Paycha et Sergio Scarlatti, A mathematic introduction to string theory, Cambridge, Cambridge University Press, coll. « London Mathematical Society Lecture Note Series », 1997, 225 p. (ISBN 0-521-55610-4, DOI 10.1017/CBO9780511600791)[8].
- Regularised integrals, sums and traces, vol. 59, Providence, RI, American Mathematical Society, coll. « University Lecture Series », 2012, 190 p. (ISBN 978-0-8218-5367-2, DOI 10.1090/ulect/059, lire en ligne)[9]
- Functional Analysis, Differential Geometry. In: Francoise, Naber, Tsun (éd.): Encyclopedia of Mathematical Physics. Elsevier, 2006.

### Autres publications
- (coll.) Rencontres entre artistes et mathématiciennes Thérèse Chotteau, Francine Delmer, Pascale Jakubowski, Sylvie Paycha, Jeanne Peiffer, Yvette Perrin, Véronique Roca, Bernadette Taquet, Paris, L’Harmattan, coll. « Bibliothèque du féminisme », 2003  (ISBN 2747507165) 162 p..